# Museu de Wellington
O Museum of Wellington City & Sea é um museu em Wellington, Nova Zelândia. Ocupa a Bond Store, um edifício histórico em Jervois Quay, em frente ao porto de Wellington. A conversão do edifício em museu terminou em 1999. Este é um museu onde se pode encontrar objectos marinhos usados pela Nova Zelândia.
O museu começou em 1972 com o nome "Museu Marítimo de Wellington", parte do Wellington Harbour Board. É operado pela Wellington Museums Trust.